# ゴーゴージャグラーS30
ゴーゴージャグラーS30は、2003年に北電子が開発・販売したパチスロ機である。
ゴーゴージャグラー（ゴーゴージャグラーSP）と全く同じ筐体、システムを採用している。従来のジャグラーとは違い⌀30コイン専用機となっている。
通常のゴーゴージャグラーとの違いとして、先告知機能が追加搭載されている。ジャグラーの王道である、左下隅のGOGO!の吹き出しが光りボーナスを告知する告知方法は変わりないのだが、GOGO!ランプ点灯と同時に筐体のライトも同時に消える（消えるのはリールのバックライトと筐体上部パネル部）。